# Ljubor
Ljubor (lat. Lindernia), rod jednogodišnjeg raslinja iz porodice ljuborovki (Linderniaceae). Pripada mu 65 vrsta jednogodišnjeg bilja i trajnica

## Opis
Jednogodišnje ili višegodišnje zeljaste biljke, ponekad vodene. Listovi nasuprotni, nagnuti, ponekad složeni u rozetu, rijetko plutaju (npr. kod L. conferta); žilanje obično dlanasto. Cvjetovi pojedinačni i aksilarni ili raspoređeni u vršne grozdaste cvjetove. Čaška 5-režnjevita, cjevasta; cijev ± 5-rebrasta ili -krilata. Vjenčić s 2 usne; cjevčica gore valjkasta ili malo zvonasta; gornja usna uspravna, široka, konkavna; donja usna veća, širi se sa 3 široka zaobljena režnja. Prašnici obično 2 s 2 staminoda, rijetko sva 4 plodna. Nektarij prisutan, diskast, na dnu jajnika. Jajnik 2-lokularni; ovula mnogo. Plod je septicidna kapsula. Sjemenki mnogo, s pokožicom tankih stijenki. 

## Vrste
1. Lindernia acrandra W.R.Barker
2. Lindernia alsinoides R.Br.
3. Lindernia alterniflora (C.Wright) Alain
4. Lindernia atrata W.R.Barker
5. Lindernia barkeri Wannan
6. Lindernia beasleyi Wannan
7. Lindernia benthamii Eb.Fisch., Schäferh. & Kai Müll.
8. Lindernia brachyphylla Pennell
9. Lindernia brennanii W.R.Barker
10. Lindernia bryoides Eb.Fisch.
11. Lindernia calliandra W.R.Barker
12. Lindernia capensis Thunb.
13. Lindernia conferta (Hiern) Philcox
14. Lindernia congesta (A.Raynal) Eb.Fisch.
15. Lindernia crassifolia (Engl.) Eb.Fisch.
16. Lindernia cyanoplectra W.R.Barker
17. Lindernia dierythra W.R.Barker
18. Lindernia dubia (L.) Pennell
19. Lindernia dunlopii W.R.Barker
20. Lindernia enypniastina W.R.Barker
21. Lindernia grandiflora Nutt.
22. Lindernia hyssopioides (L.) Haines
23. Lindernia intrepida (Dinter ex Heil) Oberm.
24. Lindernia jiuhuanica X.H.Guo & X.L.Liu
25. Lindernia lemuriana Eb.Fisch., Schäferh. & Kai Müll.
26. Lindernia leucochroa W.R.Barker
27. Lindernia linearifolia (Engl.) Eb.Fisch.
28. Lindernia lucrusmiana W.R.Barker
29. Lindernia madagascariensis (Bonati) Eb.Fisch., Schäferh. & Kai Müll.
30. Lindernia madayiparensis Ratheesh, Sunil & Nandakumar
31. Lindernia manilaliana Sivar.
32. Lindernia mexicana (S.Watson) T.Yamaz.
33. Lindernia microcalyx Pennell & Stehlé
34. Lindernia minima (Benth.) Mukerjee
35. Lindernia mitrasacmoides (O.Schwarz) W.R.Barker
36. Lindernia monroi (S.Moore) Eb.Fisch.
37. Lindernia monticola Nutt.
38. Lindernia multicaulis (Urb.) Alain
39. Lindernia multiflora (Roxb.) Mukerjee
40. Lindernia murfetiana W.R.Barker
41. Lindernia natans Eb.Fisch.
42. Lindernia paludosa (Bonati) Eb.Fisch.
43. Lindernia parviflora (Roxb.) Haines
44. Lindernia perrieri (Bonati) Thulin
45. Lindernia petrensis W.R.Barker
46. Lindernia porphyrodinea W.R.Barker & M.D.Barrett
47. Lindernia procumbens (Krock.) Philcox
48. Lindernia prolata W.R.Barker
49. Lindernia pronanthera W.R.Barker
50. Lindernia pubescens (Benth.) F.Muell.
51. Lindernia pustulosa W.R.Barker
52. Lindernia robyniae W.R.Barker
53. Lindernia rotundata (Pilg.) Eb.Fisch.
54. Lindernia rotundifolia (L.) Alston
55. Lindernia scopularis W.R.Barker
56. Lindernia scutella W.R.Barker
57. Lindernia srilankana L.H.Cramer & Philcox
58. Lindernia stantonii Wannan
59. Lindernia tamilnadensis M.G.Prasad & Sunojk.
60. Lindernia thyridostoma W.R.Barker
61. Lindernia tiwiensis W.R.Barker
62. Lindernia tridentata (Small) D.Q.Lewis
63. Lindernia venustula W.R.Barker
64. Lindernia viguieri (Bonati) Eb.Fisch.
65. Lindernia yarun Wannan

## Vanjske poveznice
|  | Zajednički poslužitelj ima još gradiva o temi Lindernia |
|  | Wikivrste imaju podatke o taksonu Lindernia             |